# Matteo van der Grijn
 (octobre 2018).
Si vous disposez d'ouvrages ou d'articles de référence ou si vous connaissez des sites web de qualité traitant du thème abordé ici, merci de compléter l'article en donnant les références utiles à sa vérifiabilité et en les liant à la section « Notes et références ».
 Matteo van der Grijn, né le 23 février 1981 à Amsterdam, est un acteur néerlandais. Il est un fils de l'acteur Wim van der Grijn et de l'actrice Diane Lensink et un petit-fils de Ton Lensink et Henny Orri.

## Biographie
Van der Grijn a étudié à la Toneelschool Arnhem. Pendant ses études, il se produit régulièrement au sein de la compagnie de théâtre, notamment dans Hamlet (2002) et La Nuit des rois, tous deux sous la direction de Theu Boermans. Il est diplômé en 2007. À la fin de cette année, il joue à la Nationale Toneel dans The Living Dead. Puis il a suit un atelier pour acteurs à Los Angeles pendant quelques mois. De retour aux Pays-Bas, il joue dans Bit (2008), une série télévisée en 16 épisodes d'Omrop Fryslân., réalisé par Steven de Jong.
En 2009, il interprète dans De Troon le rôle de Frederic, le frère du roi Guillaume II. En automne, il joue dans Retour Uruzgan. Pendant la saison 2010/2011, il a été le rôle titre dans la comédie musicale de Soldaat van Oranje dirigé par Theu Boermans.
En 2011, Van der Grijn joue le rôle d'Arthur van Liempt dans un épisode de la série dramatique Hart tegen Hard. À partir de novembre 2011, il joue dans Songe d’une nuit d’été sous la direction de Theu Boermans. Du 6 mars au 9 juin 2012, il a joué avec Le Nationale Toneel sous la direction de Johan Doesburg dans De Prooi, une pièce inspirée du livre à succès du journaliste-chercheur Jeroen Smit.
Du 1er octobre 2012 à juillet 2014, Van der Grijn joue à nouveau le rôle d'Erik Hazelhoff Roelfzema dans la comédie musicale Soldaat van Oranje. En 2013, Matteo van der Grijn a également été vu dans le film Daglicht, dans lequel il jouait le rôle d'un socio-thérapeute. En 2014, Matteo a été présenté dans le film Tuscan Wedding par les créateurs de Verliefd op Ibiza. Il joue également un rôle dans la série New Neighbours.
Au cours de la saison théâtrale 2014-2014, Van der Grijn a joué le rôle de Daan dans la pièce Fatal Attraction (basée sur le film du même nom). Il a obtenu un rôle en 2016 en tant que Sam Zwart dans la série télévisée Le Journal de Meg. En 2017, il a joué le rôle de kick-boxeur / garde du corps André dans le film Het Verlangen et en 2018, il a participé au film Le Banquier de la Résistance.
En 2023, il apparait dans la série Ted Lasso, la série télévisée américaine, dans l'épisode 6 "Tournesols" de la saison 3 qui se déroule à Amsterdam aux Pays-Bas. Il fait aussi une brève apparition dans l'épisode 12 "Au revoir, adieu" de cette même saison. 

## Filmographie
- 2013 : Daylight de Diederik van Rooijen[2]
- 2014 : Tuscan Wedding de Johan Nijenhuis[3]
- 2017 : Het Verlangen de Joram Lürsen : André[4]
- 2017 : Chimère de Kaweh Modiri : Ruben[5]
- 2018 : Le Banquier de la Résistance de Joram Lürsen[6]
- 2023 : Ted Lasso, saison 3 épisodes 6 et 12
- 2025 : iHostage de Bobby Boermans : Abe